# Back to the Light Tour
Back to the Light Tour – pierwsza solowa trasa koncertowa gitarzysty zespołu Queen, Briana Maya, w jej trakcie odbyły się dziewięćdziesiąt trzy koncerty.
1. 1 listopada 1992 – Buenos Aires, Argentyna – New York Disco
2. 3 listopada 1992 – Santiago, Chile – Pista Atlética del Estadio National
3. 5 listopada 1992 – Montevideo, Urugwaj – Centenario Stadium
4. 6 listopada 1992 – Buenos Aires, Argentyna – Estadio José Amalfitani de Velez Sarsfield
5. 9 listopada 1992 – Rio De Janeiro, Brazylia – Imperator Club
6. 23 lutego 1993 – Austin, Teksas (USA) – Frank Erwin Centre
7. 25 lutego 1993 – Birmingham, Alabama (USA) – Jefferson Civic Centre Coliseum
8. 28 lutego 1993 – Atlanta, Georgia (USA) – Roxy Theatre
9. 2 marca 1993 – Cleveland, Ohio (USA) – The Agora Theatre
10. 5 marca 1993 – Baltimore, Maryland (USA) – Hammerjacks
11. 6 marca 1993 – New Haven, Connecticut (USA) – New Haven Coliseum
12. 8 marca 1993 – Portland, Maine (USA) – Cumberland Civic Centre
13. 9 marca 1993 – Hartford, Connecticut (USA) – Civic Centre
14. 12 marca 1993 – Hamilton (Kanada) – Copps Coliseum
15. 14 marca 1993 – Nowy Jork (USA) – Beacon Theatre
16. 16 marca 1993 – Augusta, Maine (USA) – Augusta Civic Centre
17. 17 marca 1993 – Boston, Massachusetts (USA) – Boston Garden
18. 20 marca 1993 – Iowa City, Iowa, (USA) – Carver Hawkeye Sports Arena
19. 21 marca 1993 – Fargo, North Dakota, (USA) – Fargodrome
20. 24 marca 1993 – Winnipeg (Kanada) – Winnipeg Arena
21. 26 marca 1993 – Saskatoon, (Kanada) – Saskatchewan Place
22. 28 marca 1993 – Edmonton, (Kanada) – Norhtland Coliseum
23. 30 marca 1993 – Vancouver, (Kanada) – B.C. Place Stadium
24. 1 kwietnia 1993 – Portland, Oregon (USA) – Portland Coliseum
25. 3 kwietnia 1993 – Sacramento, Kalifornia (USA) – ARCO Arena
26. 4 kwietnia 1993 – Reno, Nevada (USA) – Lawlor Event Centre
27. 6 kwietnia 1993 – Los Angeles, Kalifornia (USA) – Palace Theatre
28. 22 maja 1993 – Tel Awiw, Izrael – park ha-Jarkon
29. 24 maja 1993 – Ateny, Grecja – Olympic Stadium
30. 26 maja 1993 – Stambuł, Turcja – Inonu Stadium
31. 29 maja 1993 – Kolonia, Niemcy – Nürburgring
32. 30 maja 1993 – Hanower, Niemcy – Sportpark Garbsen
33. 31 maja 1993 – Nuremberg, Niemcy – Franken Stadion
34. 2 czerwca 1993 – Paryż, Francja – Le Grand Rex Theatre
35. 4 czerwca 1993 – Edynburg, Anglia – Playhouse Theatre
36. 5 czerwca 1993 – Whitley Bay, Anglia – Whitle Bay Ice Rink
37. 6 czerwca 1993 – Glasgow, Anglia – Glasgow Barrowlands
38. 8 czerwca 1993 – Manchester, Anglia – Apollo Theatre
39. 9 czerwca 1993 – Sheffield, Anglia – City Hall
40. 11 czerwca 1993 – Cardiff, Walia – Cardiff Ice Rink
41. 12 czerwca 1993 – Birmingham, Anglia – National Exhibiton Centre
42. 15 czerwca 1993 – Londyn, Anglia – Brixton Academy
43. 16 czerwca 1993 – Londyn, Anglia – Hammersmith Apollo
44. 19 czerwca 1993 – Bournemouth, Anglia – Windsor Hall
45. 21 czerwca 1993 – Rotterdam, Holandia – Ahoy Hall
46. 22 czerwca 1993 – Karlsruhe, Niemcy – Wildparkstadion
47. 25 czerwca 1993 – Frankfurt, Niemcy – Waldstadion
48. 26 czerwca 1993 – Monachium, Niemcy – Olympiastadion
49. 27 czerwca 1993 – Budapeszt, Węgry – Kisstadion
50. 29 czerwca 1993 – Modena, Włochy – Stadio Bradoa
51. 30 czerwca 1993 – Modena, Włochy – Stadio Bradoa
52. 5 lipca 1993 – Barcelona, Hiszpania – Estadi Olimpic
53. 6 lipca 1993 – Madryt, Hiszpania – Estadio Vincente Calderon
54. 8 lipca 1993 – Nancy, Francja – Zenith de Nancy
55. 9 lipca 1993 – Lyon, Francja – La Halle Tony Garnier
56. 11 lipca 1993 – Werchter, Belgia – Festivalground
57. 13 lipca 1993 – Paryż, Francja – Palais Omnisports de Bercy
58. 12 września 1993 – Winterthur, Szwajcaria – Steinbergrasse
59. 4 października 1993 – Montreal, Kanada – Metropolis
60. 5 października 1993 – Toronto, Kanada – Danforth Music Hall
61. 7 października 1993 – New Haven, Connecticut, USA – Palace Theater
62. 8 października 1993 – Providence, Rhode Island, USA – The Strand
63. 10 października 1993 – Chicago, Illinois, USA – The Vic Theater
64. 12 października 1993 – Detroit, Michigan, USA – Royal Oak Theater
65. 13 października 1993 – Milwaukee, Wisconsin, USA – Modjeska Theater
66. 14 października 1993 – Saint Paul, Minnesota, USA – The World Theater
67. 17 października 1993 – Dallas, Teksas, USA – Majestic Theater
68. 18 października 1993 – Houston, Teksas, USA – Rockefeller West
69. 4 listopada 1993 – Tokio, Japonia – Kosei Nenkin Hall
70. 5 listopada 1993 – Tokio, Japonia – Kosei Nenkin Hall
71. 7 listopada 1993 – Hiroszima, Japonia – Yubin Chokin Hall
72. 8 listopada 1993 – Osaka, Japonia – Kosei Nenkin Hall
73. 10 listopada 1993 – Sendai, Japonia – Denayoku Hall
74. 11 listopada 1993 – Kawasaki, Japonia – Kyoiku Bunka Kaikan
75. 13 listopada 1993 – Tokio, Japonia – NHK Hall
76. 20 listopada 1993 – Monachium, Niemcy – Terminal 1
77. 21 listopada 1993 – Frankfurt, Niemcy – Jarhunderthalle
78. 23 listopada 1993 – Hamburg, Niemcy – Congress Centrum
79. 24 listopada 1993 – Halle, Niemcy – Eissporthalle
80. 27 listopada 1993 – Berlin, Niemcy – Huxley’s Neue Welt
81. 29 listopada 1993 – Paryż, Francja – Elysée Montrmarte
82. 30 listopada 1993 – Düsseldorf, Niemcy – Phillipshalle
83. 3 grudnia 1993 – Londyn, Anglia – Royal Albert Hall
84. 4 grudnia 1993 – Nottingham, Anglia – Concert Hall
85. 5 grudnia 1993 – Birmingham – Nine Bellow Zero
86. 7 grudnia 1993 – Belfast – Ulster Hall
87. 8 grudnia 1993 – Dublin, Irlandia – The Point Theatre
88. 10 grudnia 1993 – Liverpool, Anglia – Royal Court Theatre
89. 11 grudnia 1993 – Plymouth, Anglia – Plymouth Pavillion
90. 14 grudnia 1993 – Barcelona, Hiszpania – Zeleste
91. 15 grudnia 1993 – Madryt, Hiszpania – Aqualung
92. 17 grudnia 1993 – Lizbona, Portugalia – Cascais Pavilion
93. 18 grudnia 1993 – Oporto, Portugalia – Boavista FC